# Road to Hāna

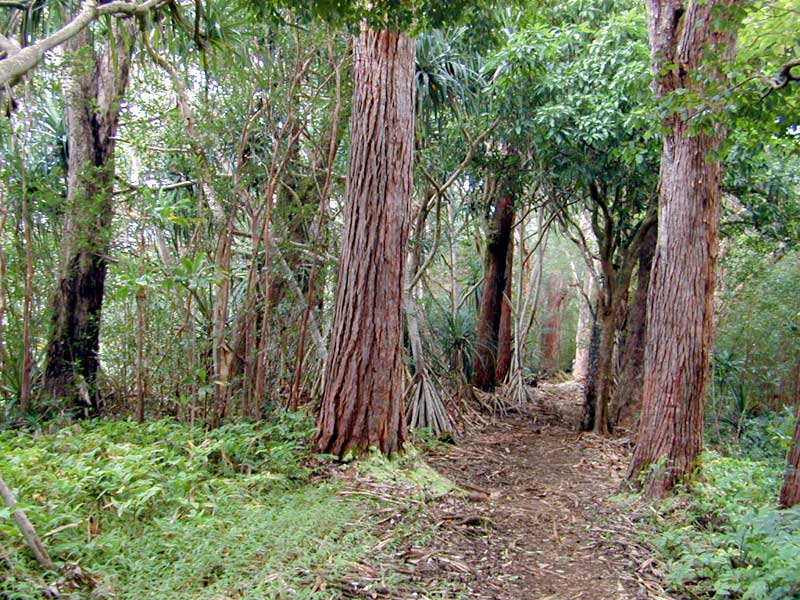
Regenwald auf Maui

Die Road to Hāna (dt. Straße nach Hāna) (Hawaii State Route 36 und 360) verläuft an der Nordküste von Maui (Hawaii) vom Hauptort Kahului in östlicher Richtung über 54 Brücken nach Hāna. Der Ort hat 709 Einwohner (Stand 2000) und eine Fläche von 9 km².
Die Straße ist 103,6 km lang. Auf dem Weg nach Hāna passiert man u. a. das Koʻolau Forest Reservat, ein besuchenswertes Regenwaldgebiet.
Die schönsten Punkte an dieser sehr kurvenreichen Strecke sind Twin Falls und Waikamoi Falls mit idyllischen Badeteichen. Die Straße bietet außerdem eine grandiose Aussicht über die Täler von Wailua und Waianapanapa.
Hāna ist ein verschlafenes Ranchstädtchen. Königin Kaʻahumanu, die Lieblingsfrau König Kamehamehas I. wurde 1768 hier geboren.
Im weiteren Verlauf der Straße (Hawaii State Route 31), die ab Hāna in relativ schlechtem Zustand ist, kann man bei Kīpahulu ʻOheʻo Gulch (Seven Sacred Pools) besichtigen, eine kaskadenartige Abfolge kleinerer Wasserfälle und den zugehörigen Bade-Pools, die stufenförmig zum Meer abfallen. Oberhalb der Straße gelangt man über verschiedene Wanderwege zu einigen größeren Wasserfällen, unter anderem zu den Waimoku Falls.

## Galerie

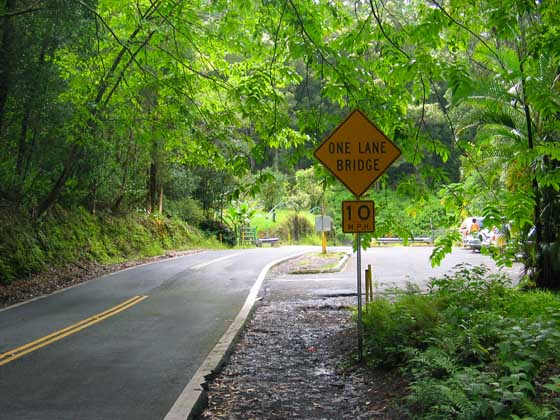
Road to Hāna
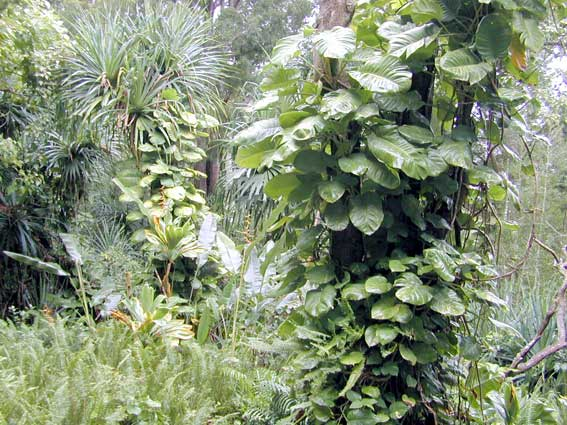
Regenwald auf Maui
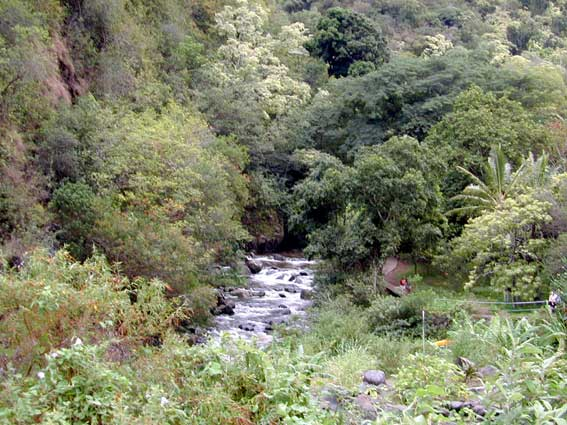
Ein Tal am Highway 360 in der Nähe von Wailua
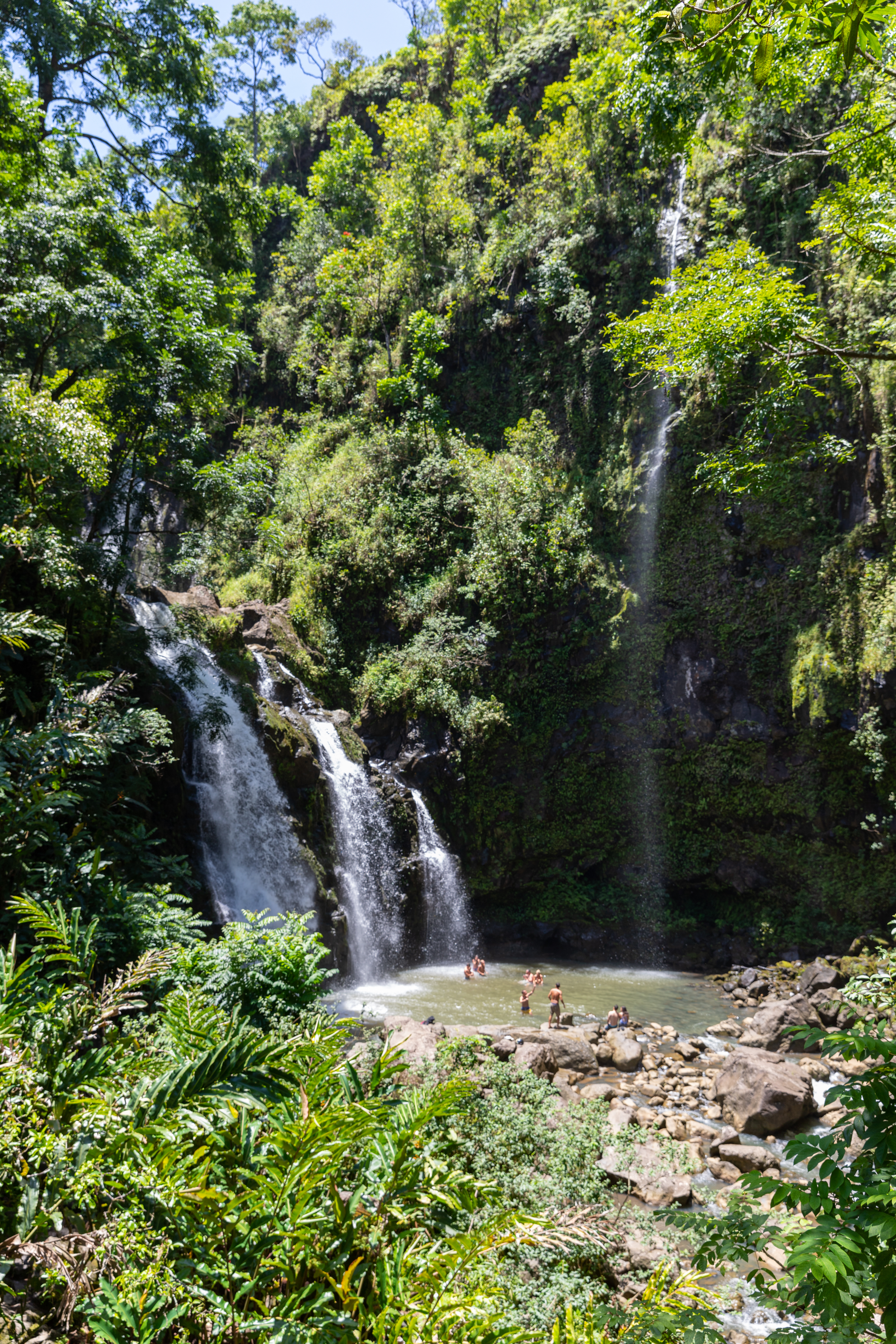
Upper Waikani Wasserfälle, Maui
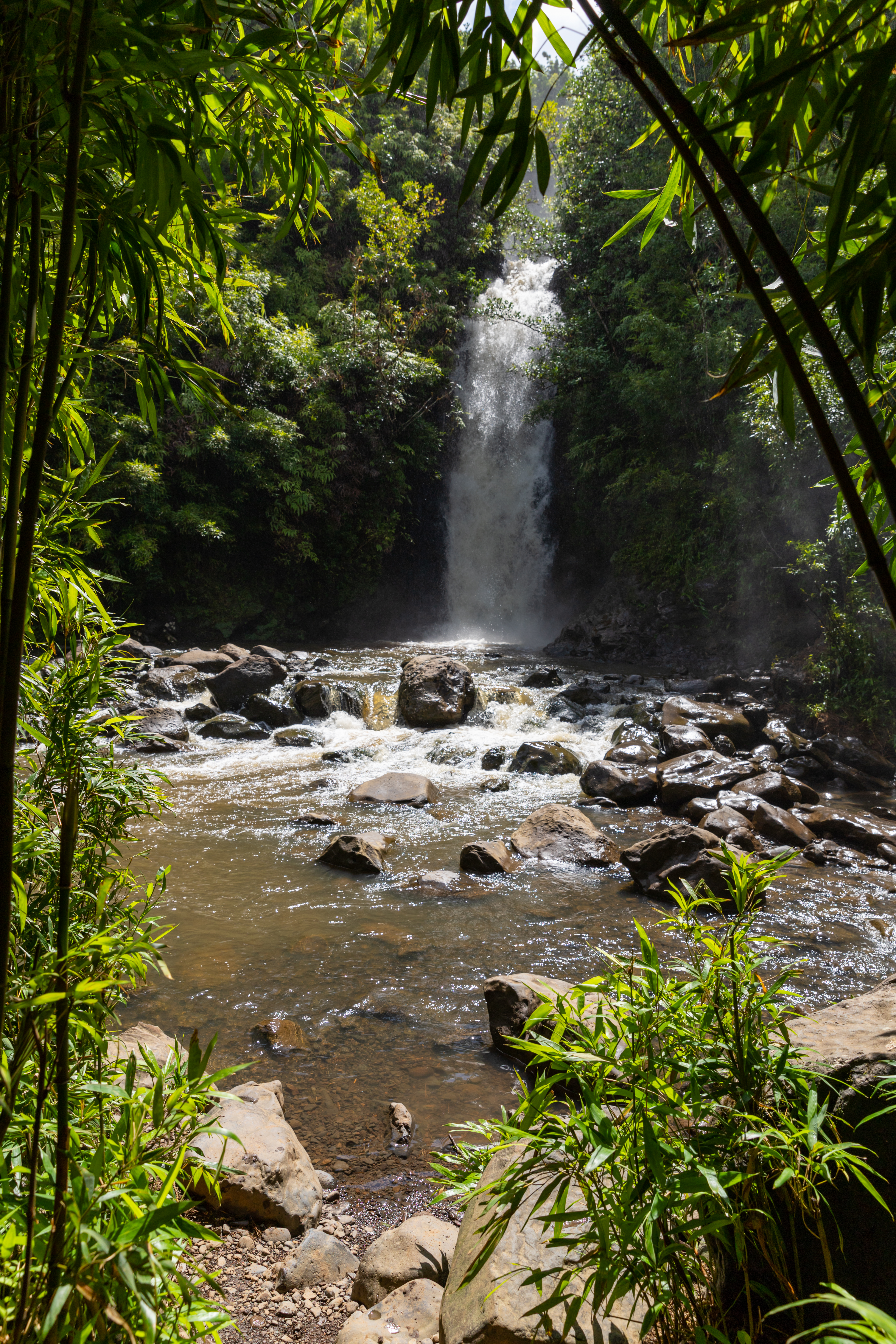
Nailiilihaele Wasserfall, Maui
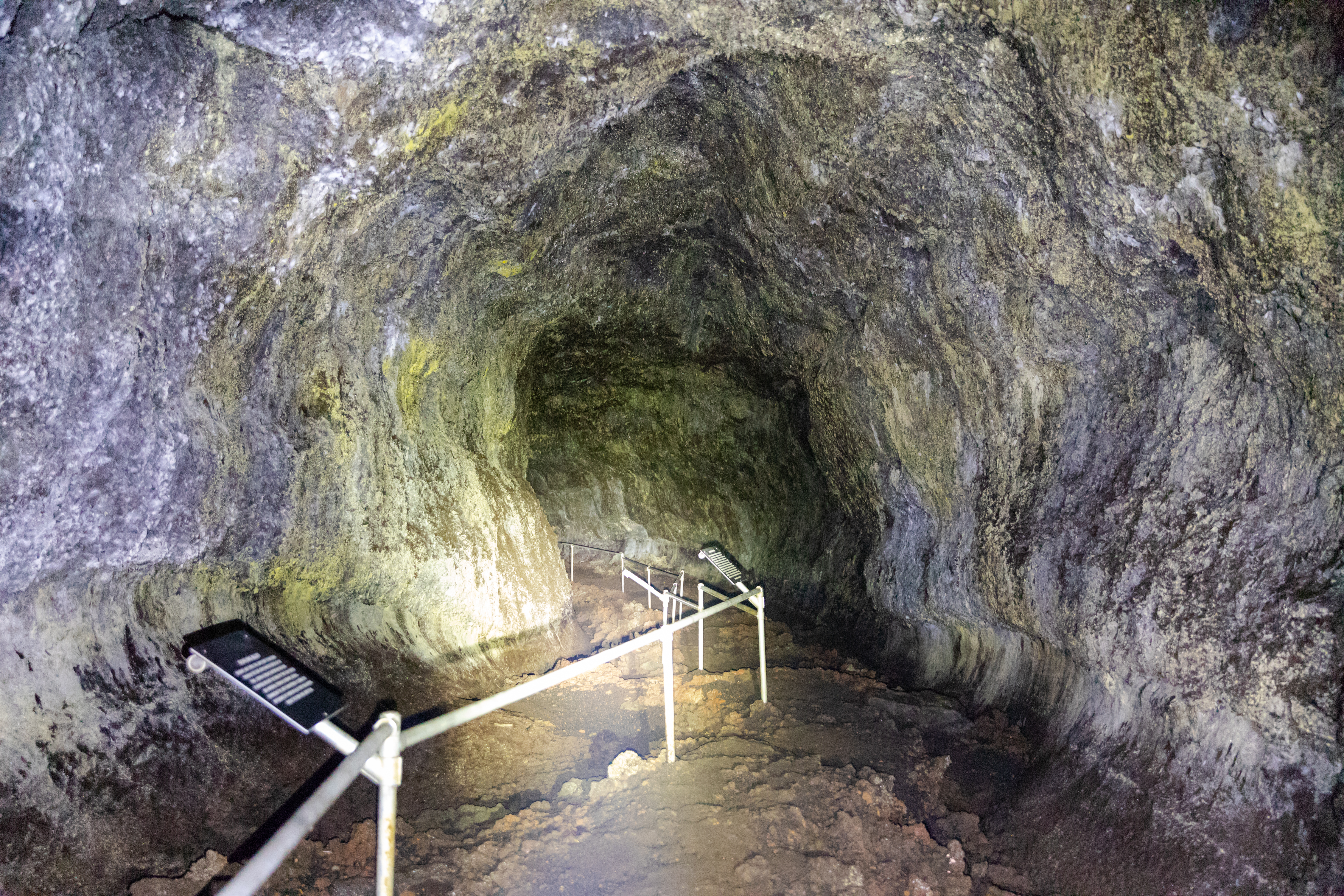
Hana Lava Höhlen
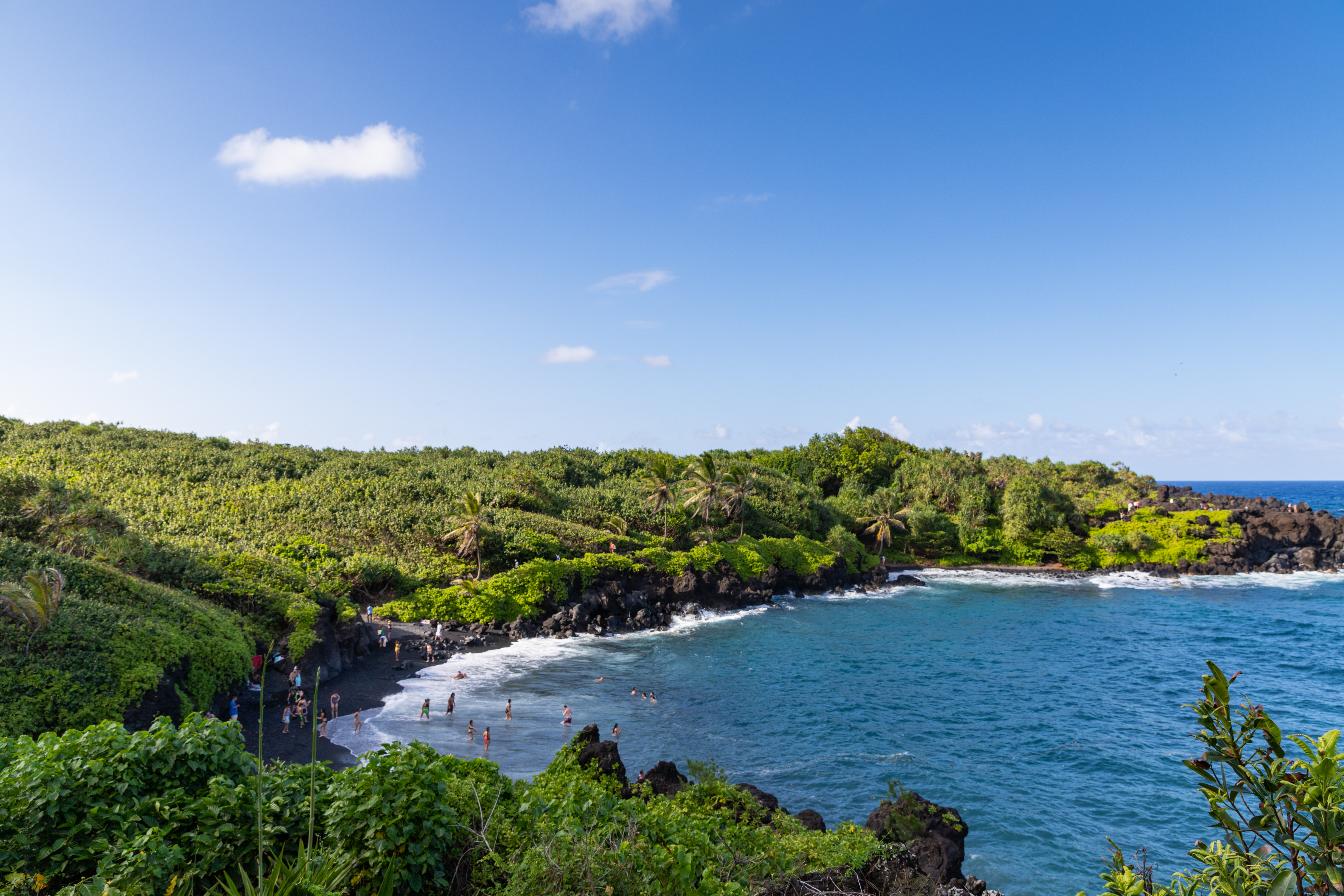
Waianapanapa black sand beach (schwarzer Sandstrand)
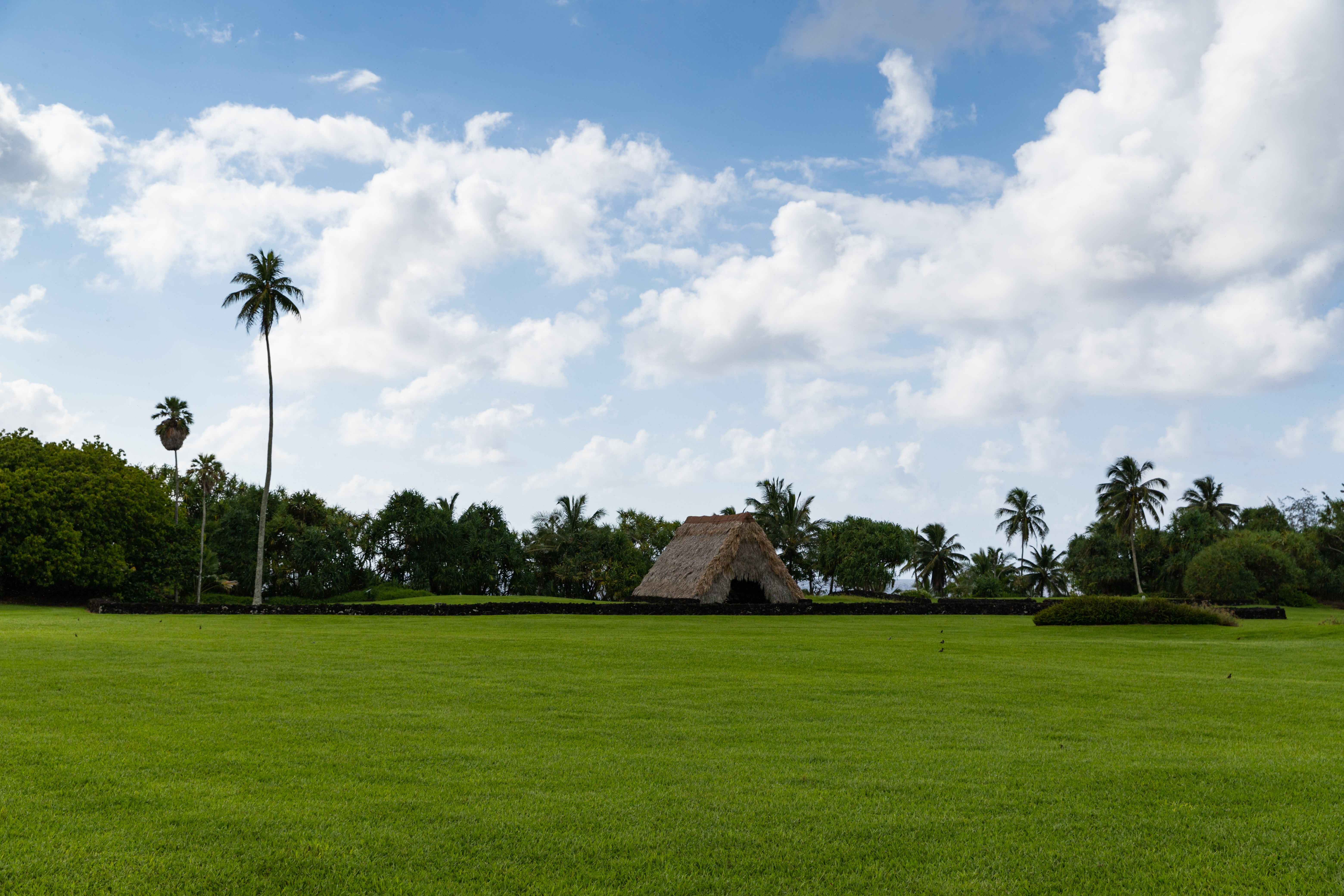
Kahanu garden in der Nähe von Hana
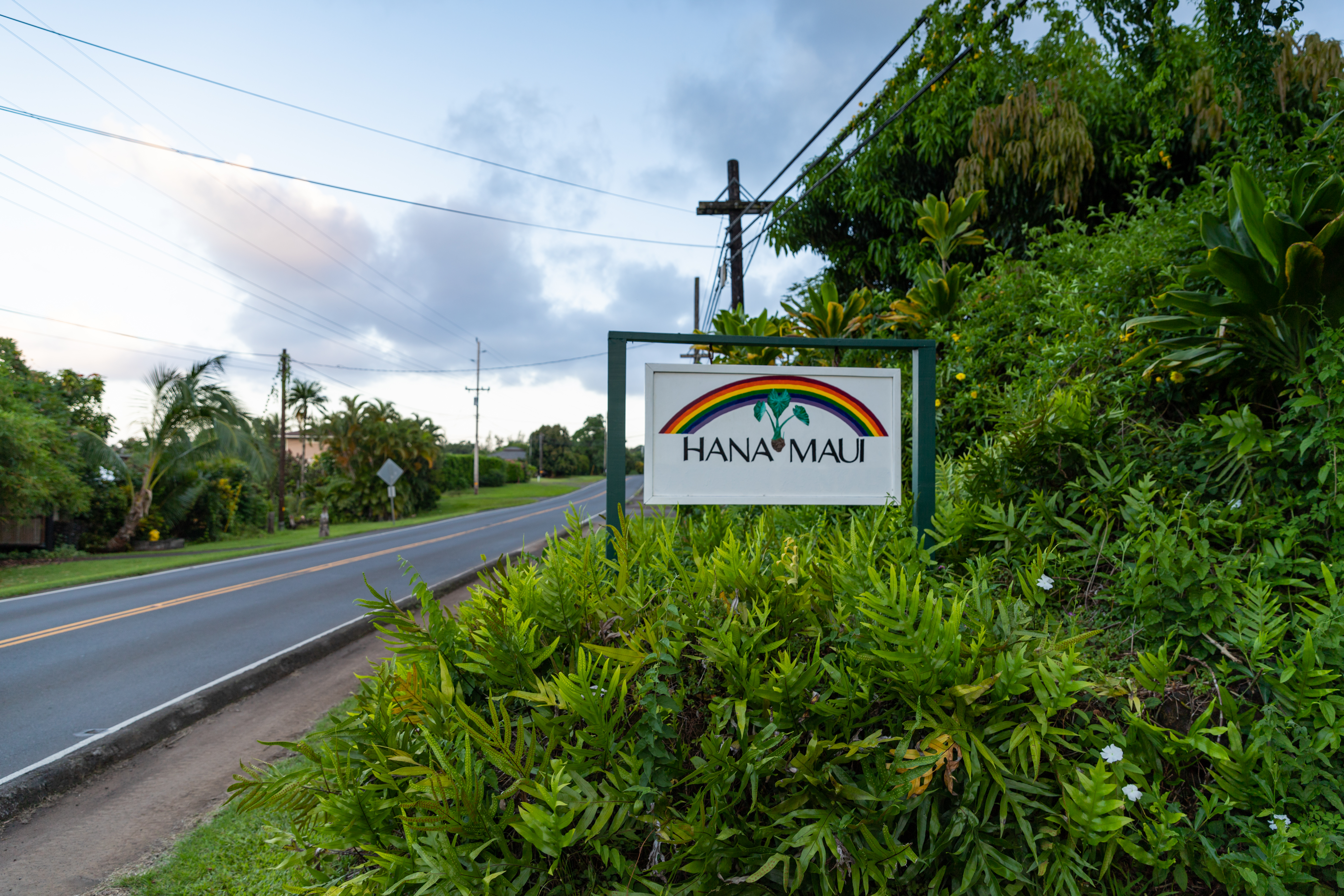
Finally Hana, Maui